# Уильямс, Сада
Сада Уильямс (англ. Sada Williams; род. 1 декабря 1997, Сент-Филип) — барбадосская легкоатлетка, которая специализируется в беге на короткие дистанции. Двукратный призёр чемпионатов мира в беге на 400 метров. Победительница Игр Содружества 2022 года. Участница летних Олимпийских игр 2020 года.

## Биография
Уильямс представляла свою страну на чемпионате мира по легкой атлетике 2017 года, но не квалифицировалась даже в полуфинал.
На летних Олимпийских играх 2020 года в Токио Сада выступала в забеге на 400 метров. В третьем полуфинале заняла третье место и не квалифицировалась в финал.
В сезоне 2022 года она совершила прорыв, финишировав третьей на дистанции 400 м на чемпионате мира в Юджине. Она улучшила национальный рекорд, показав 49,75 секунды. Примерно две недели спустя на Играх Содружества 2022 года в Бирмингеме Уильямс выиграла титул с рекордным временем игр - 49,90 секунды. Свой отличный сезон она продолжила в августе, завоевав серебро на чемпионате NACAC во Фрипорте, Багамы, с результатом 49,86 секунды.
В 2023 году на чемпионате мира по лёгкой атлетикев Будапеште Сада выиграла бронзу в беге на 400 метров с результатом 49,60.